# Grey Forest, Texas
Grey Forest là một thành phố thuộc quận Bexar, tiểu bang Texas, Hoa Kỳ. Năm 2010, dân số của xã này là 483 người.

## Dân số
- Dân số năm 2000: 418 người.
- Dân số năm 2010: 483 người.